# 早見紀章
早見 紀章（はやみ のりあき、1984年7月9日 - ）は、日本の写真家、映像カメラマン。石川県金沢市出身。

## 人物・来歴
2007年、日本大学芸術学部写真学科を卒業。東京都内の写真機材の営業として就職。
2012年、キヤノンマーケティングジャパンカレンダー作家としてデビュー。フリーフォトグラファーとなり、以後、広告・雑誌・出版・映像など幅広い分野で活動する。
2017年、映像業界に転向。
2019年、ドローンによる撮影技法に特化したカメラマンとして数々のCM、VPの撮影に従事。

## 写真集
- 『水彩紀』日本写真企画、2012年
- 『西表島』日本写真企画、2015年